# Lobophyllia
Genre
Lobophyllia est un genre de scléractiniaires (coraux durs) de la famille des Lobophylliidae.

## Liste des genres
Selon World Register of Marine Species (28 novembre 2014) :
- Lobophyllia corymbosa (Forskål, 1775) -- Indo-Pacifique
- Lobophyllia dentata Veron, 2000 -- Indo-Pacifique
- Lobophyllia diminuta Veron, 1985 -- Région indonésienne
- Lobophyllia flabelliformis Veron, 2000 -- Région indonésienne
- Lobophyllia grandis Latypov, 2011
- Lobophyllia hataii Yabe & Sugiyama, 1936 -- Indo-Pacifique
- Lobophyllia hemprichii (Ehrenberg, 1834) -- Indo-Pacifique
- Lobophyllia pachysepta Chevalier, 1975
- Lobophyllia robusta Yabe & Sugiyama, 1936 -- Indo-Pacifique
- Lobophyllia serrata Veron, 2000 -- Australie septentrionale

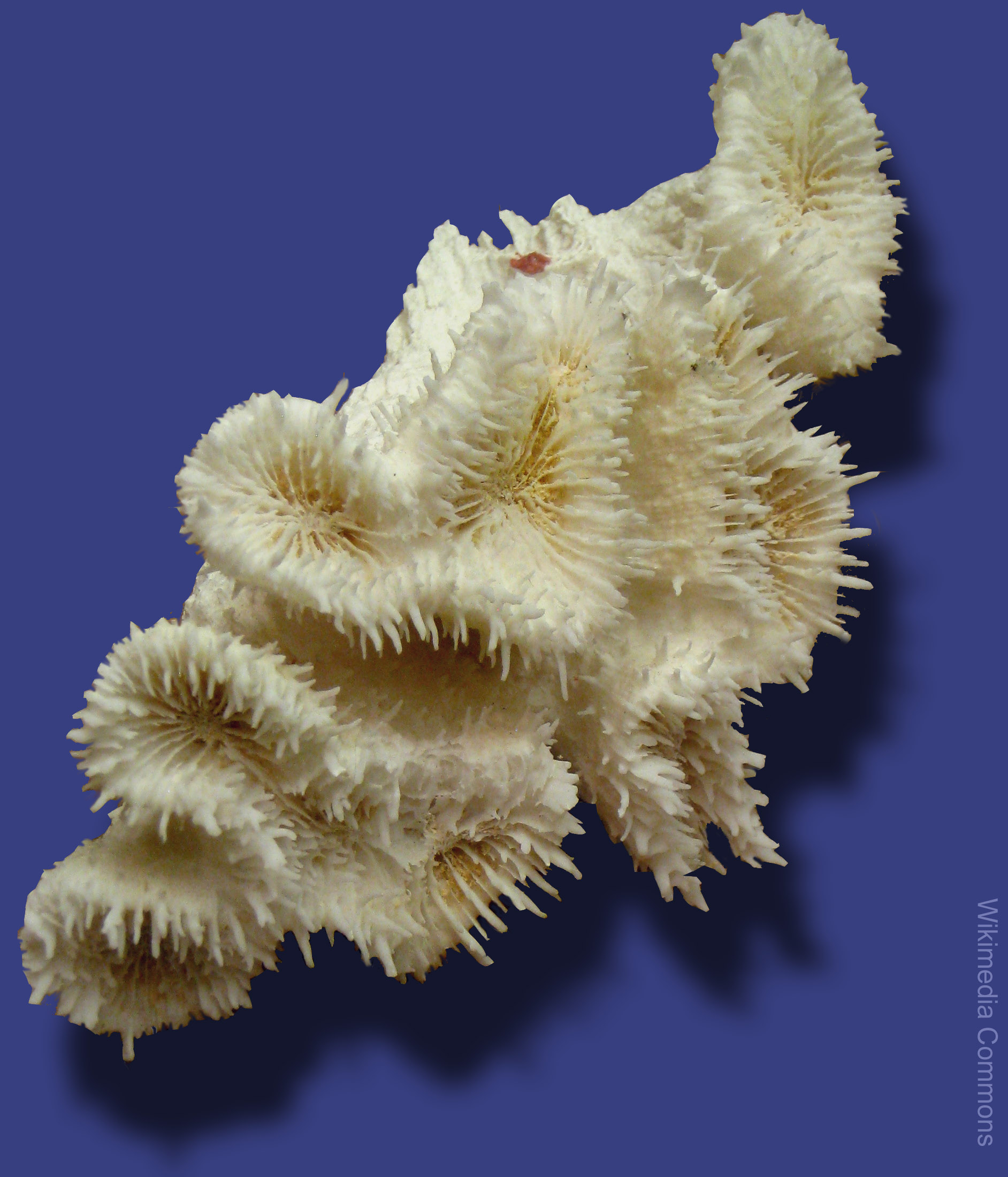
Squelette de Echinophyllia corymbosa
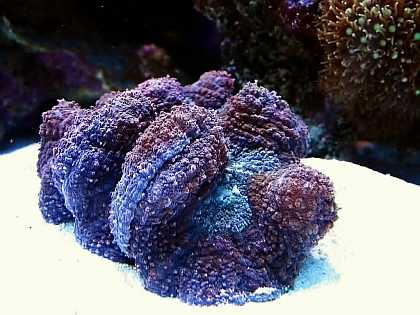
Lobophyllia hemprichii